# Jon Gries
Jonathan Francis "Jon" Gries, född 17 juni 1957 i Glendale, Kalifornien, är en amerikansk skådespelare, producent och regissör.

## Filmografi i urval
- 1985 – Snilleskolan
- 1990 – Falcon Crest, avsnitt Finding Lauren (gästroll i TV-serie)
- 1990 – Rättvisans män, avsnitt By Myself (gästroll i TV-serie)
- 1992 – Four Eyes and Six-Guns (TV-serie)
- 1994 – Chicago Hope, avsnitt Sleepless (gästroll i TV-serie)
- 1994 – Beverly Hills (TV-serie)
- 1995 – Arkiv X, avsnitt Hello Goodbye (gästroll i TV-serie)
- 1995 – Get Shorty
- 1995 och 1998 – Seinfeld (gästroll i TV-serie)
- 1996-2000 – Kameleonten (TV-serie)
- 1997 – Men in Black
- 2001 – Cityakuten, avsnitt Fear of Commitment (gästroll i TV-serie)
- 2002 – 24, avsnitt Day 2: 11:00 a.m.-12:00 p.m. (gästroll i TV-serie)
- 2003 – The Snow Walker
- 2003 – Welcome to the Jungle
- 2004 – Napoleon Dynamite
- 2006 – The Astronaut Farmer
- 2007–2010 – Lost (TV-serie)
- 2007 – September Dawn
- 2008 – Taken
- 2012 – Taken 2
- 2015 – Taken 3
- 2021–2025 – The White Lotus (TV-serie)